# International Superstar Soccer
Pour les articles homonymes, voir ISS.
Cet article concerne la série. Pour le jeu vidéo de 1994, voir International Superstar Soccer (jeu vidéo, 1994). Pour le jeu vidéo de 2000, voir ISS: International Superstar Soccer.
International Superstar Soccer ou ISS (Jikkyō World Soccer) est une série de jeux vidéo développé par Konami Osaka.
Elle a donné naissance à la série dérivée ISS Pro, puis Pro Evolution Soccer(Winning Eleven) développée par Konami Tokyo.

## Liste de titres
- 1994 : International Superstar Soccer
- 1995 : International Superstar Soccer Deluxe
- 1997 : International Superstar Soccer Pro
- 1997 : International Superstar Soccer 64
- 1998 : International Superstar Soccer 98
- 1999 : International Superstar Soccer 99
- 1999 : International Superstar Soccer Pro Evolution
- 1999 : International Superstar Soccer 2000
- 2000 : ISS: International Superstar Soccer
- 2000 : International Superstar Soccer 2000
- 2002 : International Superstar Soccer 2
- 2002 : ISS Advance: International Superstar Soccer Advance
- 2003 : International Superstar Soccer 3